# Барткув (Гуровський повіт)
Барткув (пол. Bartków, нім. Bartschdorf) — село в Польщі, у гміні Вонсош Гуровського повіту Нижньосілезького воєводства.
Населення — 51 особа (2011).
У 1975-1998 роках село належало до Лешненського воєводства.

## Демографія
Демографічна структура станом на 31 березня 2011 року:
|          | Загалом | Допрацездатний вік | Працездатний вік | Постпрацездатний вік |
| -------- | ------- | ------------------ | ---------------- | -------------------- |
| Чоловіки | 25      | 6                  | 15               | 4                    |
| Жінки    | 26      | 7                  | 11               | 8                    |
| Разом    | 51      | 13                 | 26               | 12                   |